# ویکتور لوئیس مناج
ویکتور لوئیس مناج (به انگلیسی: Victor Louis Ménage) (متولد ۱۵ آوریل ۱۹۲۰ - فوت ۱۱ ژوئن ۲۰۱۵) تاریخ‌دان، و ترک‌شناس بریتانیایی است که تمرکز اصلی ترکشناسی او بر اوایل دوره عثمانی بود. او جز ویراستارهای دانشنامه اسلام است.
اگرچه او مخالف جنگ جهانی دوم بود، او در سال ۱۹۴۰ به عنوان داوطلب جنگ به عنوان سرباز به خدمت سرویس‌دهی آمبولانس درآمد. در انتهای جنگ او در اتیوپی مستقر شد. بعد از ترک ارتش، او سمت معلمی را در آدیس آبابا را پذیرفت. او بعدها این زمان را به عنوان شبیه‌سازی کننده و پیشگام توصیف کرد. او در انتهای همین دهه (میلادی) به مجلس بریتانیا منتقل شد که در آنجا با همسرش یوهانن ملاقات کرد.
حاصل سال‌ها تحقیقات او بر روی تاریخ عثمانی، چندین کتاب و مقاله شده است. به علاوه او به عنوان استاد تاریخ ترک در دانشگاه لندن تدریس می‌کرد و همچنین او در مدخل‌هایی در دانشنامه اسلام مشارکت داشته است.
او در ۱۱ ژوئن ۲۰۱۵ در ساسکس انگلیس از دنیا رفت.